# Jennifer Simpson
Pour les articles homonymes, voir Barringer et Simpson.
Jennifer Simpson (née Barringer le 23 août 1986 à Webster City) est une athlète américaine, spécialiste des courses de fond et de demi-fond, championne du monde du 1500 m en 2011 à Daegu.

## Biographie
Son meilleur temps sur 3 000 m steeple est de 9 min 22 s 26, record d'Amérique du Nord et central, obtenu à Pékin, le 17 août 2008. Elle bat à nouveau ce record lors de la finale des Mondiaux à Berlin, un an jour pour jour après en 9 min 12 s 50 (AR).
Le 1er septembre 2011, elle remporte le titre du 1 500 m lors des championnats du monde de Daegu en Corée du sud, en 4 min 05 s 40, devant la Britannique Hannah England et l'Espagnole Natalia Rodríguez. Elle devient la première Américaine titrée sur la distance depuis Mary Decker en 1983. Deux ans plus tard à Moscou, elle ne conserve pas son titre mondial. Elle remporte tout de même l'argent.
En 2014 à Paris, elle bat le record continental avec 3 min 57 s 22. Ce record est battu par Shannon Rowbury en 2015 avec 3 min 56 s 29 dans une course où Genzebe Dibaba bat le record du monde. Aux Championnats du monde de Pékin en août 2015, Simpson termine avant-dernière de la finale : à 600 m de l'arrivée, elle perd sa chaussure gauche et termine sans. En fin de course, son pied est même en sang.
Le 19 novembre 2015, Simspon est reclassée 4e des championnats du monde 2009 de Berlin à la suite de la disqualification de la vainqueur, l'Espagnole Marta Dominguez,.
Le 16 août 2016, elle remporte la médaille de bronze lors de la finale du 1 500 m des Jeux olympiques de Rio, la 1re médaille olympique de sa carrière. Elle devient par la même occasion la 1re américaine à remporter une médaille sur cette distance.
L'année suivante, Jennifer Simpson décroche l'argent aux championnats du monde de Londres derrière Faith Kipyegon, sa 3e médaille mondiale dans la discipline. A Doha en 2019, elle se classe huitième en 3 min 58 s 42 dans l'une des courses les plus rapides de tous les temps. 

## Palmarès

### International
| Date | Compétition           | Lieu             | Résultat | Épreuve     | Temps         |
| ---- | --------------------- | ---------------- | -------- | ----------- | ------------- |
| 2008 | Jeux olympiques       | Pékin            | 9e       | 3 000 m st. | 9 min 22 s 26 |
| 2009 | Championnats du monde | Berlin           | 4e       | 3 000 m st. | 9 min 12 s 50 |
| 2011 | Championnats du monde | Daegu            | 1re      | 1 500 m     | 4 min 05 s 40 |
| 2013 | Championnats du monde | Moscou           | 2e       | 1 500 m     | 4 min 02 s 99 |
| 2014 | Ligue de diamant      | Ligue de diamant | 1re      | 1 500 m     | détails       |
| 2015 | Championnats du monde | Pékin            | 11e      | 1 500 m     | 4 min 16 s 28 |
| 2015 | Ligue de diamant      | Ligue de diamant | 3e       | 1 500 m     | détails       |
| 2016 | Jeux olympiques       | Rio de Janeiro   | 3e       | 1 500 m     | 4 min 10 s 53 |
| 2017 | Championnats du monde | Londres          | 2e       | 1 500 m     | 4 min 02 s 76 |
| 2017 | Ligue de diamant      | Ligue de diamant | 6e       | 1 500 m     | 4 min 00 s 70 |
| 2019 | Ligue de diamant      | Ligue de diamant | 8e       | 1 500 m     | 4 min 03 s 50 |
| 2019 | Championnats du monde | Doha             | 8e       | 1 500 m     | 3 min 58 s 42 |

### National
- Championnats des États-Unis :
  - 1 500 m : vainqueur en 2014, 2015, 2016 et 2017
  - 3 000 m steeple : vainqueur en 2007 et 2009
  - 5 000 m : vainqueur en 2013

## Records
| Épreuve         | Performance    | Lieu        | Date             |
| --------------- | -------------- | ----------- | ---------------- |
| 800 m           | 2 min 00 s 45  | Los Angeles | 17 mai 2013      |
| 1 500 m         | 3 min 57 s 22  | Saint-Denis | 5 juillet 2014   |
| 3 000 m         | 8 min 29 s 58  | Bruxelles   | 5 septembre 2014 |
| 3 000 m steeple | 9 min 12 s 50  | Berlin      | 17 août 2009     |
| 5 000 m         | 14 min 56 s 26 | Zurich      | 31 juillet 2009  |